# ویویان یام
پروفسور ویویان وینگ-وا یام (زادهٔ ۱۰ فوریه ۱۹۶۳) یک شیمی‌دان اهل هنگ کنگ است. یام جوان‌ترین زن عضو آکادمی علوم چین است که تاکنون انتخاب شده است. او در سال ۲۰۱۱ به عنوان برندهٔ جوایز لورئال-یونسکو برای زنان در علم شناخته شد به دلیل کارهایش روی مواد نورافشان و روش‌های نوآورانهٔ جذب انرژی خورشیدی.

## سال‌های اولیه و تحصیلات
ویویان وینگ-وا یام در هنگ کنگ بریتانیا متولد شد. پدرش مهندس عمران بود، اما یام می‌گوید که هیچ‌کدام از والدینش او را به سمت این حرفه سوق ندادند. یام از دیدن جیوه و داشتن معلم زیست‌شناسی که تا لحظهٔ آخرِ بارداری‌اش تدریس می‌کرد، به عنوان عواملی که علاقهٔ او را برانگیختند، یاد می‌کند.
یام در یک مدرسهٔ دستور زبان انگلیکان تحصیل کرد. او در سال ۱۹۸۵ مدرک کارشناسی علوم در شیمی و در سال ۱۹۸۸ مدرک دکترای خود را از دانشگاه هنگ کنگ دریافت کرد. او در تیم بدمینتون دانشگاه بود و زیر نظر چی-مینگ چه تحصیل کرد.

## حرفه
در سال ۱۹۸۸، او به عنوان عضو هیئت علمی جوان در دپارتمان علوم کاربردی دانشگاه پلی‌تکنیک شهر هنگ کنگ منصوب شد؛ در آن زمان، هیچ امکاناتی برای تدریس شیمی وجود نداشت. او به تأسیس اولین کتاب‌های شیمی در کتابخانه و همچنین سفارش اولین بشرها و مواد شیمیایی کمک کرد. تحقیقات یام او را در اواخر دههٔ ۱۹۸۰ به کلتک برد، جایی که او طیف‌سنجی حالت برانگیخته را زیر نظر هری بی. گری بررسی کرد. پس از مدتی در دانشگاه روچستر (با دیوید جی. ویتن) در سال ۱۹۹۰، او در سال ۱۹۹۱ به کالج سلطنتی لندن رفت (با جفری ویلکینسون، برندهٔ جایزهٔ نوبل) و تا سال ۱۹۹۲ در آنجا ماند. تحقیقات او به سنتز آلی-فلزی معطوف شد، «مطالعهٔ درخشندگی کمپلکس‌هایی با برهم‌کنش‌های فلز-فلز». او با تترااتیل سرب کار کرد که در آن زمان هنوز به عنوان افزودنی سوخت ممنوع نشده بود. این پژوهش در مرز میان شیمی آلی و شیمی معدنی قرار داشت.
یام به‌ویژه با عناصر اوسمیوم، پلاتین و روتنیوم مرتبط بوده است. او در سال ۲۰۰۱ به دانشکده دانشگاه هنگ‌کنگ پیوست و هم‌اکنون استاد شیمی و انرژی «فیلیپ وونگ ویلسون وونگ» در این دانشگاه است. یام در سال ۲۰۰۷ به عنوان یک بورسیه فولبرایت انتخاب شد.

"گروه پژوهشی من بر روی دسته‌های جدیدی از مواد فعال نوری مبتنی بر ترکیبات آلی-فلزی که ویژگی‌های جدیدی دارند، تمرکز دارد. این مواد با ترکیب اجزایی شامل اتم‌های فلزی و مولکول‌های آلی، نور را جذب یا ساطع می‌کنند."

یام در سال ۲۰۰۱، در سن ۳۸ سالگی، به عضویت آکادمی علوم چین انتخاب شد و جوان‌ترین عضو زن این آکادمی شد. رکورد قبلی این عنوان متعلق به مربی پیشین او، چی-مینگ چه، بود. او در سال ۲۰۰۶ به عنوان عضو آکادمی علوم جهان در حال توسعه و در سال ۲۰۱۲ به عنوان عضو خارجی آکادمی ملی علوم ایالات متحده انتخاب شد.

## کاربردها
پژوهش‌های یام در زمینه دیودهای ارگانیک گسیل نور (OLED) است که در مقایسه با دیودهای نوری قدیمی‌تر، روشن‌تر و کارآمدتر هستند. تحقیقات او باعث ایجاد نمایشگرهای بسیار کارآمدتر برای تلفن‌های همراه و لپ‌تاپ‌ها شده است. این OLEDها را می‌توان روی پلاستیک شفاف، شیشه یا سایر مواد غیرمعمول نیز لایه‌نشانی کرد و چراغ‌های جلوی خودروهای بهبودیافته و صفحه‌نمایش‌های بزرگ‌تر تلویزیون‌های تخت را نیز ایجاد کرد. یام اشاره می‌کند که تقریباً یک‌پنجم برق جهان برای تأمین روشنایی مصرف می‌شود و توسعه روشنایی کارآمدتر تأثیر قابل‌توجهی بر مصرف برق جهانی خواهد داشت. او معتقد است که نظریه کوانتومی داخلی نشان می‌دهد که می‌توان لامپ‌هایی مبتنی بر ترکیبات فلزی تولید کرد که بازدهی ۱۰۰٪ داشته باشند.

## جوایز و افتخارات
از جمله جوایز او می‌توان به جایزه پژوهشگر برجسته دانشگاه هنگ‌کنگ (۲۰۰۰–۱۹۹۹)، بورس پژوهشی ارشد بنیاد کراوچر (۲۰۰۱–۲۰۰۰)، انتخاب به عنوان یکی از ده جوان برجسته هنگ‌کنگ در سال ۲۰۰۲، جایزه زنان حرفه‌ای و کارآفرین برجسته (۲۰۰۵)، جایزه ملی علوم طبیعی (رتبه دوم، ۲۰۰۵)، مدال و سخنرانی یادبود انجمن سلطنتی شیمی (۲۰۰۶/۲۰۰۵)، جایزه سخنرانی انجمن فتوشیمی ژاپن برای شیمی‌دانان فتوشیمی آسیایی و اقیانوسی (۲۰۰۶)، جایزه دستاورد پژوهشی برجسته دانشگاه هنگ‌کنگ (۲۰۰۷/۲۰۰۶)، جایزه زنان برجسته حرفه‌ای و کارآفرین هنگ‌کنگ (۲۰۰۸)، جایزه علمی و فناوری هو لئونگ هو لی (۲۰۱۱)، جایزه لوریل-یونسکو برای زنان در علم (۲۰۱۱)، سیزدهمین جایزه برجسته جهانی چینی (۲۰۱۳)، و جایزه لودویگ موند از انجمن سلطنتی شیمی (۲۰۱۵) اشاره کرد. سیارک یامینگهو، که توسط بیل یونگ در سال ۲۰۰۱ کشف شد، به افتخار او نام‌گذاری شده است. نام‌گذاری رسمی این سیارک توسط مرکز سیاره‌های کوچک در ۱۷ مه ۲۰۱۱ منتشر شد (M.P.C. 75104). در سال ۲۰۱۶، او در فهرست ۱۰۰ دانشمند برجسته آسیا توسط ایژین ساینتیست قرار گرفت.

## زندگی شخصی
در سال ۱۹۹۰، او با پاتریک شینگ-تات مک (چینی: 麥成達) ازدواج کرد. آن‌ها در آزمایشگاه چی-مینگ چه، جایی که با هم تحقیق می‌کردند، با یکدیگر آشنا شدند. آن‌ها دو دختر دارند.